# Margaretha van Norfolk
Margaretha van Norfolk (ca 1320 – 24 maart 1399 of 1400) was een Engelse edelvrouwe. Ze was de dochter van Thomas van Brotherton, 1e graaf van Norfolk, en diens eerste vrouw Alice Hayles. Na de kinderloze dood van haar broer Edward werd ze in 1334 erfgenaam van het graafschap Norfolk.
In 1337 huwde ze John Segrave, 4e baron Segrave († 1353). Uit dit huwelijk werden vier kinderen geboren:
- Edmund (overleden als baby)
- Elisabeth (1338 – 1368); ∞ John Mowbray, 4e baron Mowbray (1340 – 1368)
- John (13 september 1340 – 1349)
- Anne, abdis van Barkin Abbey

Na de dood van haar vader in 1338 erfde zijn landen en werd 2e gravin van Norfolk. Bij deze titel hoorde ook het ambt maarschalk van Engeland (Earl Marshal). Deze functie bestaat nog steeds en tot op heden is ze de enige vrouw die deze positie heeft bekleed.
In 1350 probeerden Margaretha en John Segrave te scheiden op grond van het feit dat zij nog minderjarig was toen het huwelijk gesloten werd (het huwelijkscontract was al in 1327 gesloten). Bovendien had ze inmiddels een relatie met Walter Manny (of Wauthier de Masny), 1e baron Manny, een edelman die in 1327 in het gevolg van Filippa van Henegouwen naar Engeland was gekomen.
Nog voor de scheiding kon worden uitgesproken stierf Segrave in 1353. Het jaar erop, kort voor 30 mei 1354 trad Margaretha in het huwelijk met Walter de Manny. Met hem kreeg ze nog twee kinderen:
- Thomas (jong overleden)
- Anne Manny (1355 – 1384), 2e barones Manny

Manny stierf rond 1372. Margaretha hertrouwde daarna niet meer en werd op 29 september 1397, beleend met de titel hertogin van Norfolk voor het leven. Haar kleinzoon Thomas Mowbray, 1e graaf van Nottingham, kreeg tegelijkertijd de erfelijke titel Hertog van Norfolk.